# Buckingham

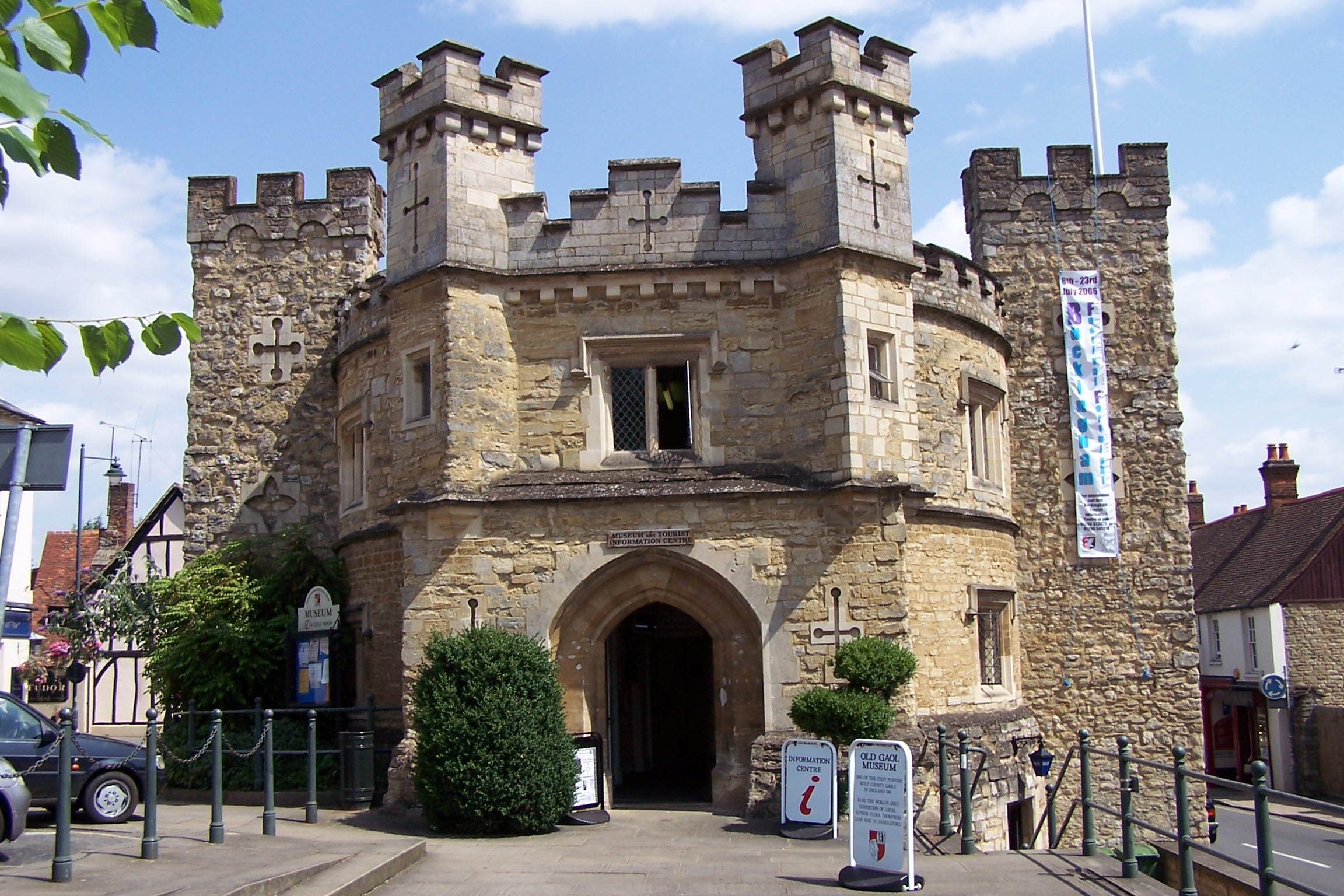
Old County Gaol ("Cadeia Velha do Condado") em Buckingham, construída em 1748. Presentemente, é um museu.

Buckingham é uma cidade situada ao norte de Buckinghamshire, aproximadamente 10 milhas da divisa com Northamptonshire. A cidade tinha uma população de 11.572 habitantes (censo de 2001). Em 2007, a população é estimada em 13.200 habitantes.
Historicamente, Buckingham era a sede do condado de Buckinghamshire, honraria que lhe foi conferida em 888 por Alfredo o Grande. No século XVI, Aylesbury ocupou este lugar. 
Buckingham possui uma variedade de restaurantes e pubs, típicos de uma cidadezinha cujos negócios giram em torno de uma feira. Ostenta pequeno número de lojas, tanto de redes nacionais quanto independentes. Os dias de feira são as terças e sábados, com uma Farmers' Market ("Feira dos Fazendeiros") ocorrendo na primeira terça-feira de cada mês. Buckingham é a cidade-irmã de Mouvaux, França.